# Kinnersley Castle

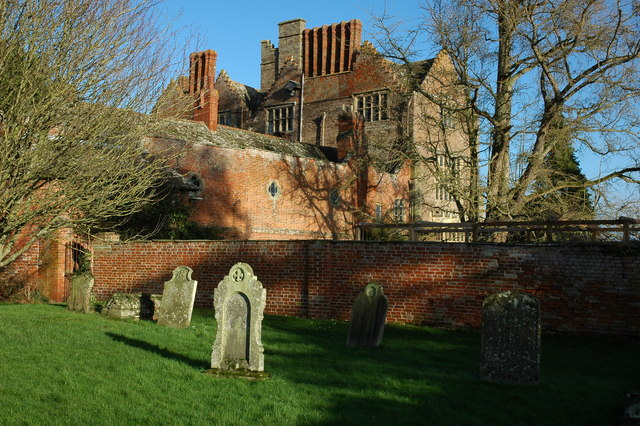
Kinnersley Castle 2007

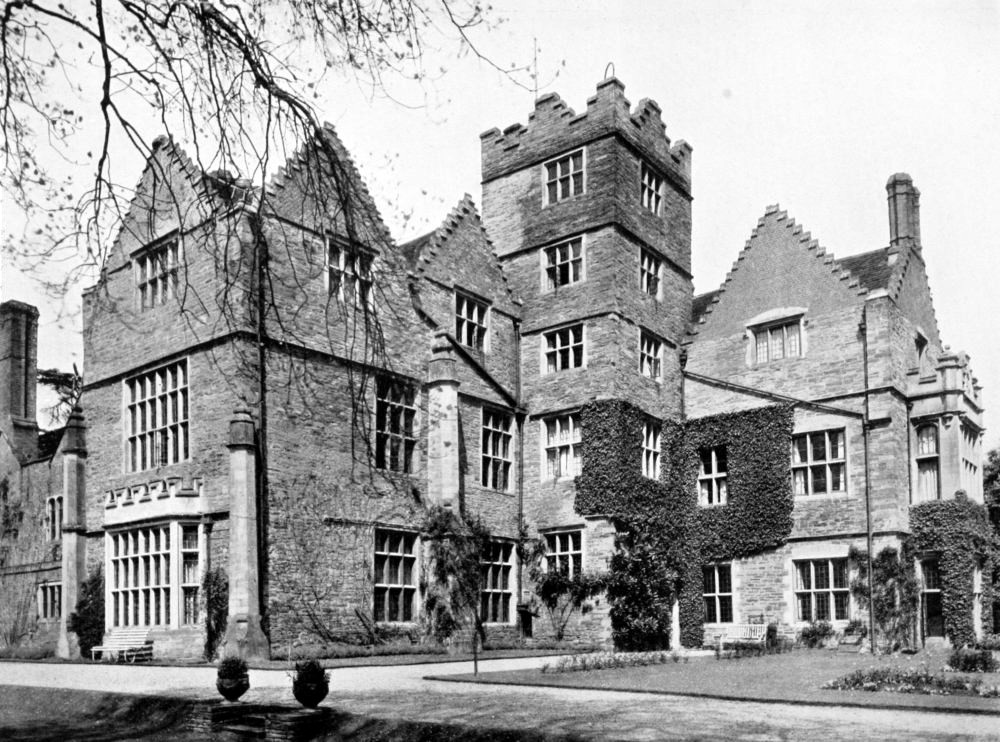
Kinnersley Castle 1934

Kinnersley Castle ist ein Landhaus in Kinnersley, etwa drei Kilometer östlich des Dorfes Eardisley in der englischen Grafschaft Herefordshire.
Die mittelalterliche Burg wurde aus Stein zur Regierungszeit König Heinrichs I. (1100–1135) erbaut. Das elisabethanische Landhaus, das heute auf dem Anwesen steht, hat fast alle Spuren der mittelalterlichen Burg überdeckt.
Auch wenn das Haus von außen eindeutig elisabethanische Stilmerkmale zeigt, hat es doch viele Details aus verschiedenen Perioden. Es wurde im 16. Jahrhundert von der Familie Vaughn „renoviert“. Im Solar kann man ein schönes Beispiel von kniffliger Stuckarbeiten sehen, eine der ältesten in Herefordshire. Man findet viele grüne Männer und Schlangenhunde an dieser Decke; viele Details sind goldüberzogen. Auf der steinernen Kaminsupraporte ist ein Knabenkopf mit einer Schlange um den Hals eingemeißelt.